# Platanova čipkarka
Platanova čipkarka (znanstveno ime Corythucha ciliata) je stenica iz družine mrežastih stenic.

## Opis
Platanova čipkarka doseže do 4 mm v dolžino in ima sivosrebrna, prozorna krila ter čipkaste izrastke na oprsju. Odrasle žuželke se hranijo s sokovi listov različnih vrst platan. Pri močnejšem napadu velikega števila osebkov pa se posušijo in odpadejo. Kjer se prekomerno namnožijo veljajo za velikega škodljivca.
V Evropi so platanovo čipkarko prvič opazili leta 1964 v Italiji, odtlej pa se je razširila po vsej srednji in južni Evropi. Leta 1970 sta to vrsto stenic v Jugoslaviji prvič opazila zagrebška entomologa M. Maceljski in I. Balarin v Zagrebu in leta 1972 na Reki. V Sloveniji je bila platanova čipkarka prvič opažena leta 1972, v Srbiji pa leta 1974. Leta 1975 so jo odkrili v Franciji, leta 1976 na Madžarskem, v Avstriji so jo odkrili leta 1982, v južnih območjih Nemčije leta 1987, v Španiji pa leta 1991.